# 康塞普申 (明尼蘇達州)
康塞普申（英語：Conception）是位於美國明尼蘇達州瓦巴沙縣海蘭鎮區的一個非建制地區。

## 地理
康塞普申所處的海拔為高於海平面356米（即1168英呎），而該地所採用的時區為UTC-6，即北美中部時區（CST）。同時該地設有夏令時間，為UTC-6調快一小時，即UTC-5（CDT）。